# Рашки
Рашки — казацко-старшинский, со временем дворянский род, основанный роиским сотником Фомой Рашенком (год рождения неизвестен — умер до 1671 года).

## История
По семейным преданиям представителей рода, его основатель Фома Рашенко происходил из города «Рашковичи» и прибыл оттуда в Надднепрянскую Украину. При этом исследователям установить фактическое название города исследователям не удалось:40. Исследователь истории села Роище, член национального совета краеведов Александр Ляшев пишет, что все города с такими названиям, перечисленные в издании «Słownikеm geograficznym Królewstwa Polskiego i innych krajów słowiańskich», находятся либо на территории Польши, либо на территории современной Западной Украины:40.

## Известные представители
Сын Фомы Рашенко — Филон Фомич (Филон Хоменко-Рашенко, год рождения неизвестен — умер около 1705 года), черниговский есаул и обозный (1696-1701), а его внук — Елисей Филонович (год рождения неизвестен — умер в 1754 году), черниговский комиссар полковой (1736-1737) и полковой есаул (1738-1753). Другие представители рода занимали должности товарищей и сотенных атаманов в Черниговском полку.